# Isabelle Gloor
Isabelle Gloor (* 15. September 1992 in Biel/Bienne) ist eine Schweizer Sportlerin. Ihre grössten Erfolge sind die Schweizermeisterschaften im Trampolinspringen (2007) und Taekwondo (2012, 2017). Sie war tätig beim TV Grenchen und KIM Taekwondo Biel.

## Graduierung Taekwondo
- 8. Kup: 2010
- 7. Kup: 2011
- 6. Kup: 2011
- 5. Kup: 2012
- 4. Kup: 2018
- 3. Kup: 2020

## Beste Resultate

### Trampolinspringen
- 2002: 7. Rang U12, Eidg. Turnfest
- 2003: 9. Rang U12, Grenchner Cup
  - 10. Rang U12, SM
  - 8. Rang U12, Litomerice Goblet CZE
  - 1. Rang National 1, Grenchner Cup
  - 2. Rang National 1, SM, Eisser + Schloss
  - 3. Rang National 1, WTC + Halbfinal
- 2005: 1. Rang National 2, Eisser Cup, GC
  - 2. Rang National 2, SM, Schl, Halbfinal
  - 2. Rang Synchron B, WTC
- 2006: 4. Rang National 3, Eisser Cup
  - 2. Rang Synchron C, SM, Schloss + Halbfinal 1
  - 3. Rang Synchron C, Halbfinal 2
- 2007: 6. Rang National 3, Eisser, Schloss, CB
  - 1. Rang Synchron C, SM, CB, Ha1, Ha2
  - 3. Rang Synchron C, Eisser Cup
  - 8. Rang National 3, SM
- 2008: 5. Rang National 3, Eisser Cup[1]

### Taekwondo
- 2012: 1. Platz, Poomsae-CH-Meisterschaften, Vevey[2]
- 2017: 1. Platz Pair, Poomsae-CH-Meisterschaften, Sursee
- 2017: 3. Platz, Poomsae-CH-Meisterschaften, Sursee